# Черновский (Шолоховский район)
Черно́вский — хутор в Шолоховском районе Ростовской области России.
Входит в состав Колундаевского сельского поселения.

## География
Расстояние до районного центра с учётом доступа транспортом — 16 км.

## История
Образован в 1967 году путем объединения хуторов Верхне-Черновского, Средне-Черновского и Нижне-Черновского.

## Население
| 2010 | 2014 | 2015 |
| ---- | ---- | ---- |
| 124  | ↘116 | ↘106 |

## Улицы
- ул. Заречная,
- ул. Песочная,
- пер. Центральный,
- пер. Черемушки.